# Opferstetten
Opferstetten ist ein Gemeindeteil der Gemeinde Bibertal im schwäbischen Landkreis Günzburg in Bayern. 

## Geschichte
Anlässlich der Gebietsreform in Bayern wurde zum 1. Mai 1978 die damals selbstständige Gemeinde Echlishausen mit dem Gemeindeteil Opferstetten zusammen mit weiteren Gemeinden zur Einheitsgemeinde Bibertal zusammengeschlossen.